# Documentado electroacústico
Documentado electroacústico (2002) es el cuarto trabajo discográfico de la banda uruguaya Hereford. El disco fue grabado en Sala Zitarrosa el 11 y 18 de abril de 2002. "Bienvenida al show" fue grabada en La Petrolera, el 16 de febrero de 2002. 

## Ficha técnica
Producción general: Hereford y Claudio Picerno
Producción ejecutiva: Claudio Picerno y Frankie Lampariello
Idea y diseño de arte: Gastón Carbalho
Video interactivo: Frank Lampariello, Fernando Novelli
Masterizado por Mario Siperman en Estudios el Loto Azul (Buenos Aires)
Mezclado en Estudios Arizona por Gonzalo Gutiérrez y Frank Lampariello
Músicos invitados: Martín Paladino (teclados), Yunhao Jiang (violoncelo), Santiago Medina (viola), Gisselle Fernández y Joaquín Fernández (violines). Arreglos de cuerdas escritos y compuestos por el Maestro Pablo Martínez

## Canciones
1. No te dejaré caer en el infierno
2. Hombre de atrás
3. Avisame
4. Ella sabe a miel
5. El verdugo de tus sueñoa
6. Hace frío afuera
7. Las luces se apagan
8. Lo más simple de las cosas
9. Turbulencia
10. Debiste pensar
11. Por un poco de algo
12. Perdición
13. Perder
14. Bienvenida al show

- Datos: Q5812263